# Callie Thorne
Calliope 'Callie' Thorne (Boston, 20 november 1969) is een Amerikaanse actrice.

## Biografie
Thorne heeft een Britse, Armeense, Syrische, Portugese en Italiaanse achtergrond. Thorne heeft haar high school doorlopen aan de Lincoln-Sudbury High School in Sudbury (Middlesex County (Massachusetts)) en haalde haar diploma in 1987. Hierna ging zij literatuur studeren aan de Wheaton College in Norton (Bristol County (Massachusetts)).

## Filmografie

### Films
Uitgezonderd korte films.
- 2018 Erase - als Donna O'Neal
- 2018 After Everything - als Celia
- 2017 Be Afraid - als Annabelle Fletcher
- 2015 Breed - als Emma
- 2014 Thinspiration - als Joey
- 2014 Within the Dark - als Annabelle Fletcher
- 2010 Nice Guy Johnny – als Roseanne
- 2009 Welcome to Academia – als Valery
- 2007 Watching the Detectives – als Marcia
- 2006 Delirious – als Gabi
- 2005 David & Layia – als Abby
- 2005 The F Word – als Stephanie
- 2005 Strangers with Candy – als lerares
- 2004 The Wrong Coast – als diverse stemmen
- 2003 This Is Not a Film – als Callie
- 2002 Stella Shorts 1998-2002 – als yoga instructrice
- 2002 Analyze That – als agente Cerrone
- 2002 Washington Heights – als Raquel
- 2002 Hysterical Blindness – als Carolann
- 2001 Revolution #9 – als Stephanie
- 2001 Sidewalks of New York – als Sue
- 2001 More, Patience – als Mia
- 2000 Whipped – als Liz
- 2000 Homicide: The Movie – als detective Laura Ballard
- 2000 Double Parked – als Rita Ronaldi
- 2000 Wirey Spindell – als Tabitha
- 1999 Giving It Up – als Rex
- 1998 Chocolate for Breakfast – als Nina
- 1998 Next Stop Wonderland – als Cricket
- 1997 Turbulence – als Laura Weaver
- 1996 Ed's Next Move – als Lee

### Televisieseries
Uitgezonderd eenmalige gastrollen.
- 2019 – 2022 Blue Bloods - als Maggie Gibson - 5 afl.
- 2003 – 2021 Law & Order: Special Victims Unit – als Nikki Staines – 8 afl.
- 2015 – 2021 NCIS: New Orleans - als Sasha Broussard - 9 afl.
- 2003 – 2019 Law & Order: Special Victims Unit – als Nikki Staines – 7 afl.
- 2015 – 2016 Sex&Drugs&Rock&Roll - als Cat - 3 afl.
- 2015 – 2016 The Americans - als Tori - 3 afl.
- 2015 – 2016 The Mysteries of Laura - als inspecteur Nancy Santiani - 15 afl.
- 2011 – 2013 Necessary Roughness – als Dani Santino – 38 afl.
- 2004 – 2011 Rescue Me – als Sheila Keefe – 93 afl.
- 2009 – 2001 Burn Notice – als Natalie Rice – 2 afl.
- 2006 – 2008 Prison Break – als Pam Mahone – 8 afl.
- 2002 – 2008 The Wire – als Elena McNulty – 12 afl.
- 2005 – 2006 ER – als Jodie Kenyon – 5 afl.
- 1997 – 1999 Homicide: Life on the Street – als rechercheur Laura Ballard – 44 afl.

- Bibliothèque nationale de France: cb16687193g (data)
- International Standard Name Identifier: 0000 0000 3426 4072
- Library of Congress Control Number: n2001120579
- MusicBrainz: 72ca23e2-149c-4eb5-bdd9-85595a703325
- Nationale Bibliotheek van Tsjechië: xx0181784
- Virtual International Authority File: 68281173
- WorldCat: E39PBJccbQpHgBBWhJvbcFRqcP